# Psilorhynchidae
Gli Psilorhynchidae sono una famiglia di pesci ossei d'acqua dolce appartenenti all'ordine Cypriniformes. Comprende il solo genere Psilorhynchus.

## Distribuzione e habitat
Sono endemici dell'Asia meridionale, sul territorio di India, Nepal, Bangladesh e Birmania.
Popolano i ruscelli di montagna con acque veloci e fresche.

## Descrizione
Sono tipici pesci di fondale, con ventre piatto, dorso leggermente arcuato e bocca infera. La bocca è piccola, le labbra sono carnose all'esterno, mentre all'interno sono dure e taglienti. Non ci sono barbigli. Le pinne pettorali sono abbastanza lunghe e sono dirette in basso.
Il colore è variabile, di solito poco vivace, brunastra o grigiastra con macchie più scure.
Sono pesci di dimensioni piccole, la specie più grande non raggiunge i 10 cm.

## Biologia

### Alimentazione
Si nutrono di alghe ed invertebrati.

## Specie
- Genere Psilorhynchus
  - Psilorhynchus amplicephalus
  - Psilorhynchus arunachalensis
  - Psilorhynchus balitora
  - Psilorhynchus brachyrhynchus
  - Psilorhynchus breviminor
  - Psilorhynchus gokkyi
  - Psilorhynchus gracilis
  - Psilorhynchus homaloptera
  - Psilorhynchus melissa
  - Psilorhynchus microphthalmus
  - Psilorhynchus nepalensis
  - Psilorhynchus pavimentatus
  - Psilorhynchus piperatus
  - Psilorhynchus pseudecheneis
  - Psilorhynchus rahmani
  - Psilorhynchus robustus
  - Psilorhynchus sucatio
  - Psilorhynchus tenura[2]